# Lista de vitórias de Mônaco na Fórmula 1
Relacionamos a seguir as vitórias obtidas por Mônaco no mundial de Fórmula 1 num total de oito até o campeonato de 2025.

## Vitórias por ano
Em contagem atualizada iniciada em 2019, Mônaco conquistou sua primeira vitória no referido ano.
- Ano de 2019

| Grande Prêmio | Circuito          | Data da corrida | Vencedor        | Carro   | Motor   | Referências |
| ------------- | ----------------- | --------------- | --------------- | ------- | ------- | ----------- |
| Bélgica       | Spa-Francorchamps | 1º de setembro  | Charles Leclerc | Ferrari | Ferrari | [ 3 ]       |
| Itália        | Monza             | 8 de setembro   | Charles Leclerc | Ferrari | Ferrari | [ 4 ]       |

- Ano de 2022

| Grande Prêmio | Circuito  | Data da corrida | Vencedor        | Carro   | Motor   | Referências |
| ------------- | --------- | --------------- | --------------- | ------- | ------- | ----------- |
| Barein        | Sakhir    | 20 de março     | Charles Leclerc | Ferrari | Ferrari | [ 5 ]       |
| Austrália     | Melbourne | 10 de abril     | Charles Leclerc | Ferrari | Ferrari | [ 6 ]       |
| Áustria       | Spielberg | 10 de julho     | Charles Leclerc | Ferrari | Ferrari | [ 7 ]       |

- Ano de 2024

| Grande Prêmio  | Circuito   | Data da corrida | Vencedor        | Carro   | Motor   | Referências |
| -------------- | ---------- | --------------- | --------------- | ------- | ------- | ----------- |
| Mônaco         | Montecarlo | 26 de maio      | Charles Leclerc | Ferrari | Ferrari | [ 8 ]       |
| Itália         | Monza      | 1º de setembro  | Charles Leclerc | Ferrari | Ferrari | [ 9 ]       |
| Estados Unidos | Austin     | 20 de outubro   | Charles Leclerc | Ferrari | Ferrari | [ 10 ]      |